# Poliziotto senza paura
Pour plus de détails, voir Fiche technique et Distribution.
Poliziotto senza paura, également connu sous le titre anglais Magnum Cop, est un film italo-autrichien réalisé par Stelvio Massi en 1978. 

## Synopsis
Impliquée dans une affaire de mœurs, la fille d’un banquier fortuné, Annalise, se serait mystérieusement volatilisée dans la nature. C’est du moins ce que son père affirme à un détective privé. Ce dernier, qui ne sait pas encore vraiment où il met les pieds, se voit confier la mission délicate de retrouver sa trace et de la ramener au bercail.

## Fiche technique
- Titre original : Poliziotto Senza Paura
- Réalisation : Stelvio Massi
- Scénario : Gino Capone, Stelvio Massi et Franz Antel, d’après un sujet de Fulvio Gicca Palli
- Directeur de la photographie : Ricardo Pallottini
- Musique : Stelvio Cipriani
- Genre : Film policier, Néo-polar italien
- Pays :  Italie,  Autriche.

## Distribution
- Maurizio Merli (VF : Jacques Bernard) : Détective Walter 'Wally' Spada
- Joan Collins (VF : Michèle Bardollet) : Brigitte
- Jasmine Maimone (VF : Marcelle Lajeunesse) : Renate
- Annarita Grapputo (VF : Rolande Forest) : Annalise von Straben
- Gastone Moschin (VF : Jacques Garcia) : Karl Koper
- Alexander Trojan (VF : Michel Méry) : von Straben
- Massimo Vanni (VF : Laurent Hilling) : Benito